# Шмідефельд (Ліхтеталь)
Шмідефельд (нім. Schmiedefeld) — громада в Німеччині, розташована в землі Тюрингія. Входить до складу району Заальфельд-Рудольштадт. Складова частина об'єднання громад Ліхтеталь-ам-Реннштайг.
Площа — 9,51 км2. Населення становить Невірний параметр metadata 16 073 079 ос. (станом на 31 грудня 2021).

## Галерея

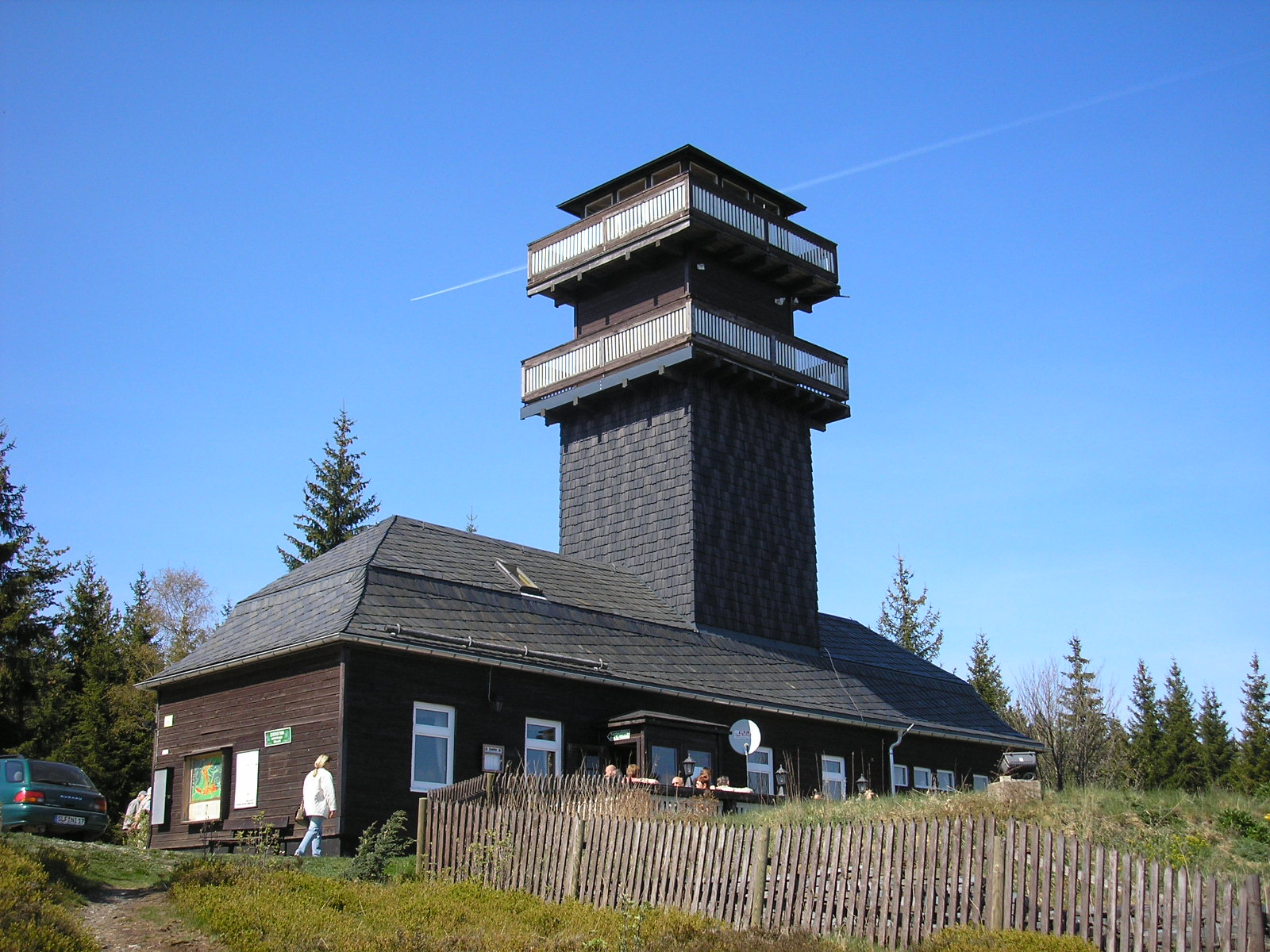
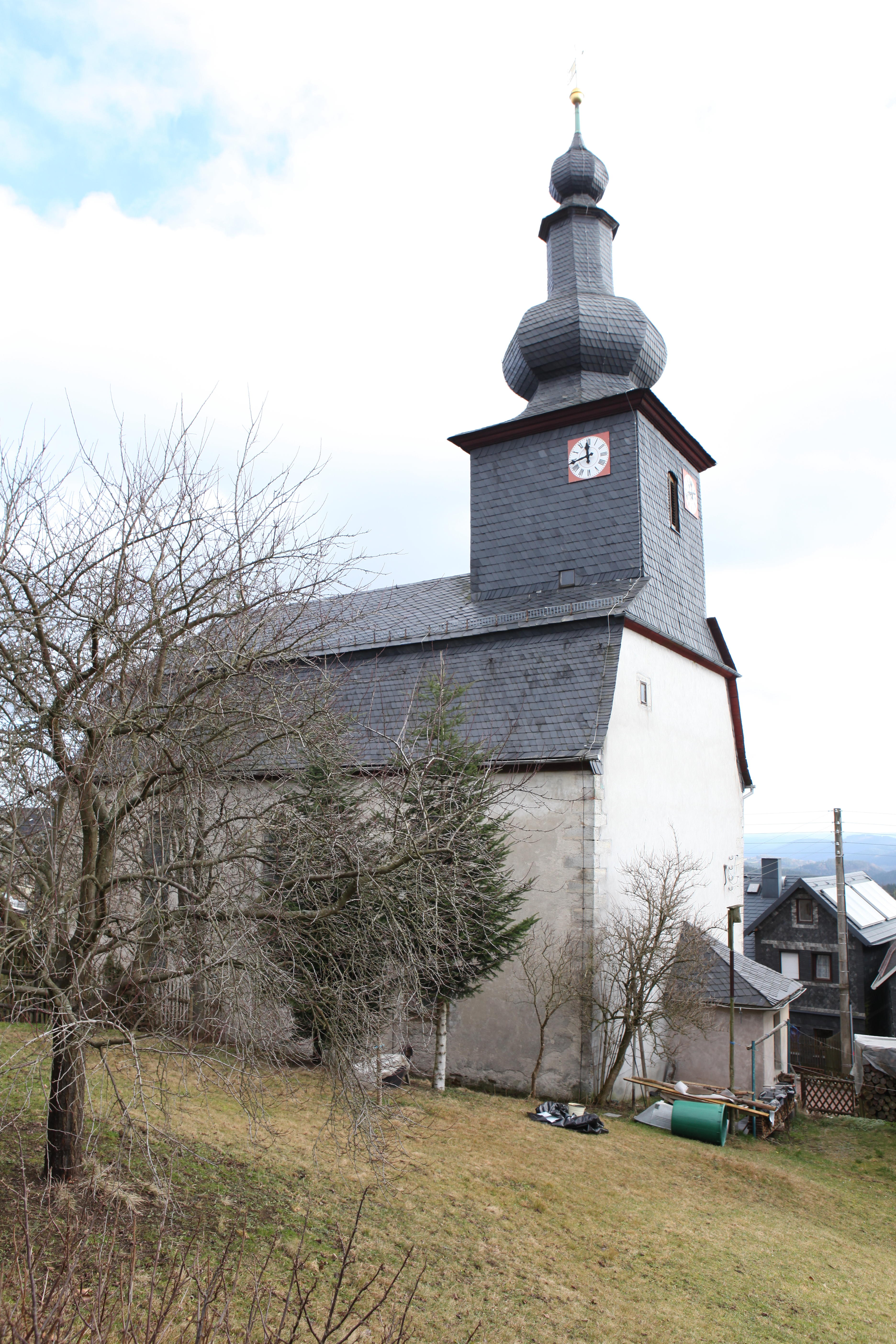
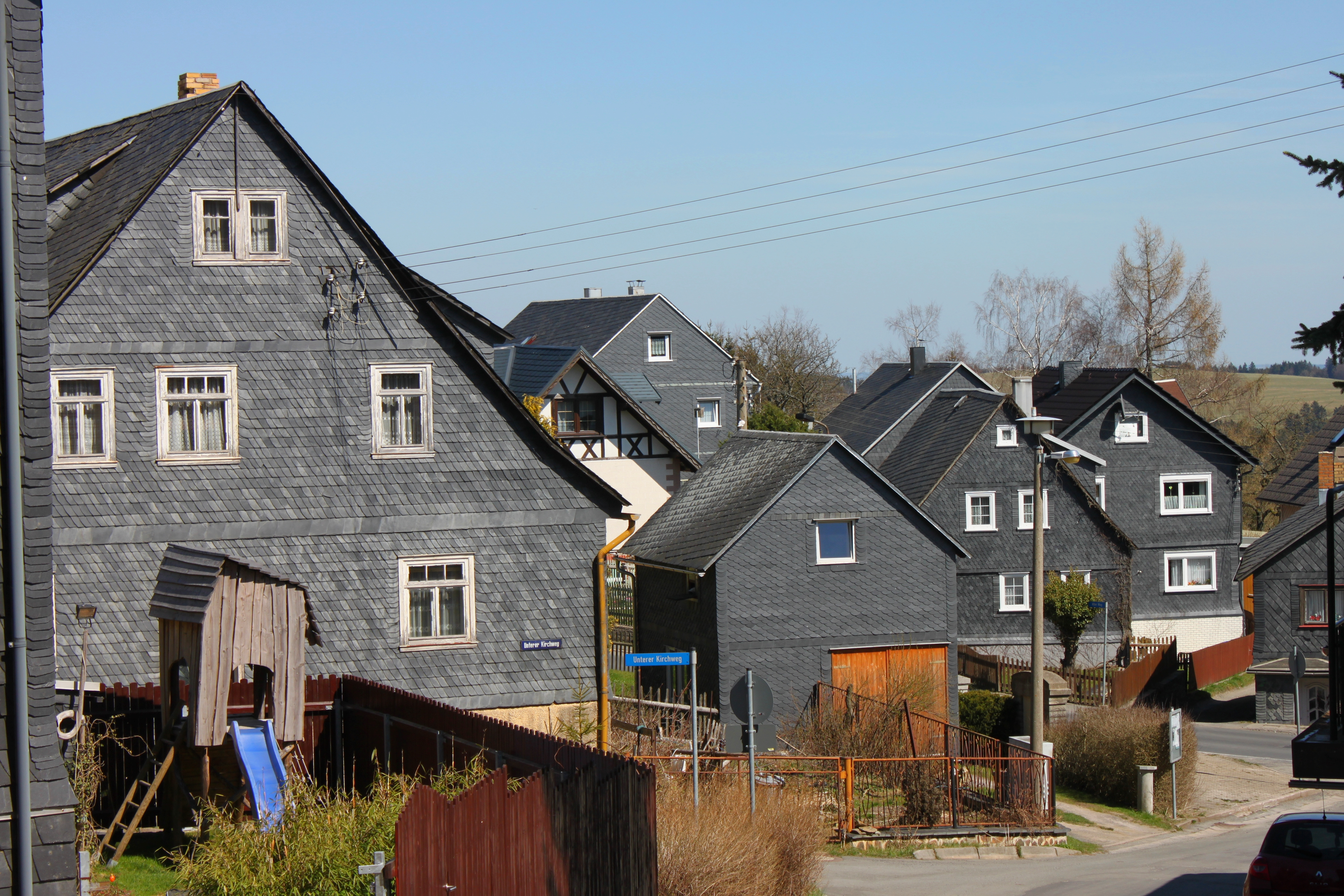